# マクベス (1983年の映画)
『マクベス』（Macbeth) は、1983年にBBCにより放映されたイギリスのテレビ映画。ウィリアム・シェイクスピアの同名戯曲を英国でテレビ用に脚色したシリーズである。1978年12月3日から1985年4月27日まで放送され、7シリーズ、37のエピソードが作られた。

## キャスト
| 役名         | 俳優                       | 日本語吹替                                       |
| 役名         | 俳優                       | NHK版                                            |
| ------------ | -------------------------- | ------------------------------------------------ |
| マクベス     | ニコール・ウィリアムソン   | 日下武史                                         |
| バンクォー   | イアン・ホッグ             | 小林昭二                                         |
| マクダフ     | トニー・ドイル             | 水島弘                                           |
| ダンカン     | マーク・ディグナム         | 立岡晃                                           |
| マルカム     | ジェームズ・ヘイズルダイン | 浜畑賢吉                                         |
| シーワード   | ウィリアム・アブニー       | 坂口芳貞                                         |
| マクベス夫人 | ジェーン・ラポテア         | 二宮さよ子                                       |
| 魔女(1)      | ブレンダ・ブルース         | 野中マリ子                                       |
| 魔女(2)      | アイリーン・ウェイ         | 牧よし子                                         |
| 魔女(3)      | アニー・ダイソン           | 清水良英                                         |
| レノックス   | ジョン・ロウ               | 光枝明彦                                         |
| ロス         | ゴーン・グレインジャー     | 菱谷紘二                                         |
| アンガス     | デヴィッド・ライオンズ     | 岡本隆生                                         |
| シートン     | イーモン・ボーランド       | 後藤哲夫                                         |
| 侍医         | ジョン・ウッドナット       | 袋正                                             |
| ケイスネス   | ピーター・ポーティアス     | 中吉卓郎                                         |
| ドナルベーン | トム・ボウルズ             | 青山伊津美                                       |
| メンティース | シビル・タニング           | 小山武宏                                         |
| マクダフ夫人 | ジル・ベーカー             | 駒塚祐子                                         |
| 息子         |                            | 菊池英博                                         |
|              |                            |                                                  |
| 演出         | 演出                       | 山田悦司                                         |
| 翻訳         | 翻訳                       | 岡喜一                                           |
| 効果         | 効果                       | 大野義信                                         |
| 調整         | 調整                       | 山田太平                                         |
| 制作         | 制作                       | 千代田プロダクション                             |
| 解説         |                            |                                                  |
| 初回放送     | 初回放送                   | 1985年2月17日 『シェークスピア劇場』 14:30-16:50 |